# Xingu Cariri Caruaru Carioca
Xingu Cariri Caruaru Carioca é um documentário brasileiro de 2016, dirigido por Beth Formaggini. 
O filme mostra a investigação de Carlos Malta sobre as origens e os usos do pife, entrevistando músicos do Rio de Janeiro, Pernambuco, Paraíba e Ceará, chegando até a região do Alto Xingu.
Entre os músicos entrevistados estão Bernardo Aguiar, Pife Muderno, Irmãos Aniceto, Raimundo Aniceto, Zabé da Loca, João do Pife, Edmilson do Pife, Chau do Pife, Marcos do Pife, Jakalu Kuikuro, Kamankgagu Kuikuro, Jumu Kuikuro, Sagigua Kuikuro, Banda Zé do Estado, Dois Irmãos, Pife Perfumado e Mané de Joana. 

## Prêmios
- Festival In-Edit Brasil 2016: Melhor filme[4]
- 10º Encontro Nacional de Cinema e Vídeo dos Sertões: Melhor filme, Melhor montagem, Melhor trilha musical[5]